# Klein Biesehof
Klein Biesehof ist ein Hof in Biesehof im Ortsteil Falkenberg der Gemeinde Altmärkische Wische im Landkreis Stendal in Sachsen-Anhalt.

## Geografie
Klein Biesehof liegt drei Kilometer südöstlich der Hansestadt Seehausen (Altmark) im äußersten Westen des Ortsteils Falkenberg an dem Flüsschen Biese, das dem Ort den Namen gab. Heute liegt der Hof innerhalb der Wohnplatzes Biesehof.

## Geschichte
Um das Jahr 1800 entstand Biesehof der Kleine (Klein Biesehof). Der Hof liegt im Nordwesten vom Biesehof, der von da an Biesehof der Große (Groß Biesehof) genannt wurde. 1873 heißt der Hof noch Kleinbiesehof. Aber schon 1905 Klein Biesehof.
Der Hof ist als Freihof entstanden, der bis um 1800 dem Ackermann Haverland und der Witwe des Freisassen Nachtigal gehörte. Ab 1800 bis 1872 war er in Besitz von Raue und Erben. 1872 bis nach 1928 gehörte er dem Landwirt Falke.
Auf dem Messtischblatt 3136 Seehausen von 1997 ist nur noch Biesehof benannt. Klein Biesehof trägt keinen eigenen Namen mehr, der Hof existiert aber weiterhin.

### Einwohnerentwicklung
| Jahr | Einwohner |
| ---- | --------- |
| 1801 | 8         |
| 1818 | 5         |

| Jahr | Einwohner |
| ---- | --------- |
| 1871 | 5         |
| 1885 | 13        |

| Jahr | Einwohner |
| ---- | --------- |
| 1895 | 15        |
| 1905 | 21        |

## Religion
Die evangelischen Christen aus Klein Biesehof waren eingepfarrt in die Kirchengemeinde Falkenberg und gehörten damit früher zur Pfarrei Falkenberg bei Seehausen. Die Kirchengemeinde gehört heute zum Pfarrbereich Seehausen des Kirchenkreises Stendal im Propstsprengel Stendal-Magdeburg der Evangelischen Kirche in Mitteldeutschland.